# Devaki Jain
Devaki Jain (India, 1933) é uma economista e escritora indiana, que tem trabalhado principalmente no domínio da economia feminista. Em 2006, foi galardoada com o Padma Bhushan, o terceiro maior prémio civil do Governo da Índia, pelo seu contributo para a justiça social e a emancipação das mulheres ramento das mulheres. 

## Biografia
Jain nasceu em Mysore, filha de MA Sreenivasan, um ministro do Estado principiado de Mysore e de Dewan de Gwalior .
Estudou em várias escolas conventuais na Índia. Tendo-se formado na Universidade de Mysore em 1953 com três medalhas de ouro pelo primeiro lugar em Matemática, Inglês e Desempenho Geral, mais tarde  frequentou o St Anne's College, Oxford .  Depois de se formar em Filosofia, Política e Economia, na Universidade de Oxford, leccionou economia na Universidade de Deli até 1969. 

## Nações Unidas e redes internacionais

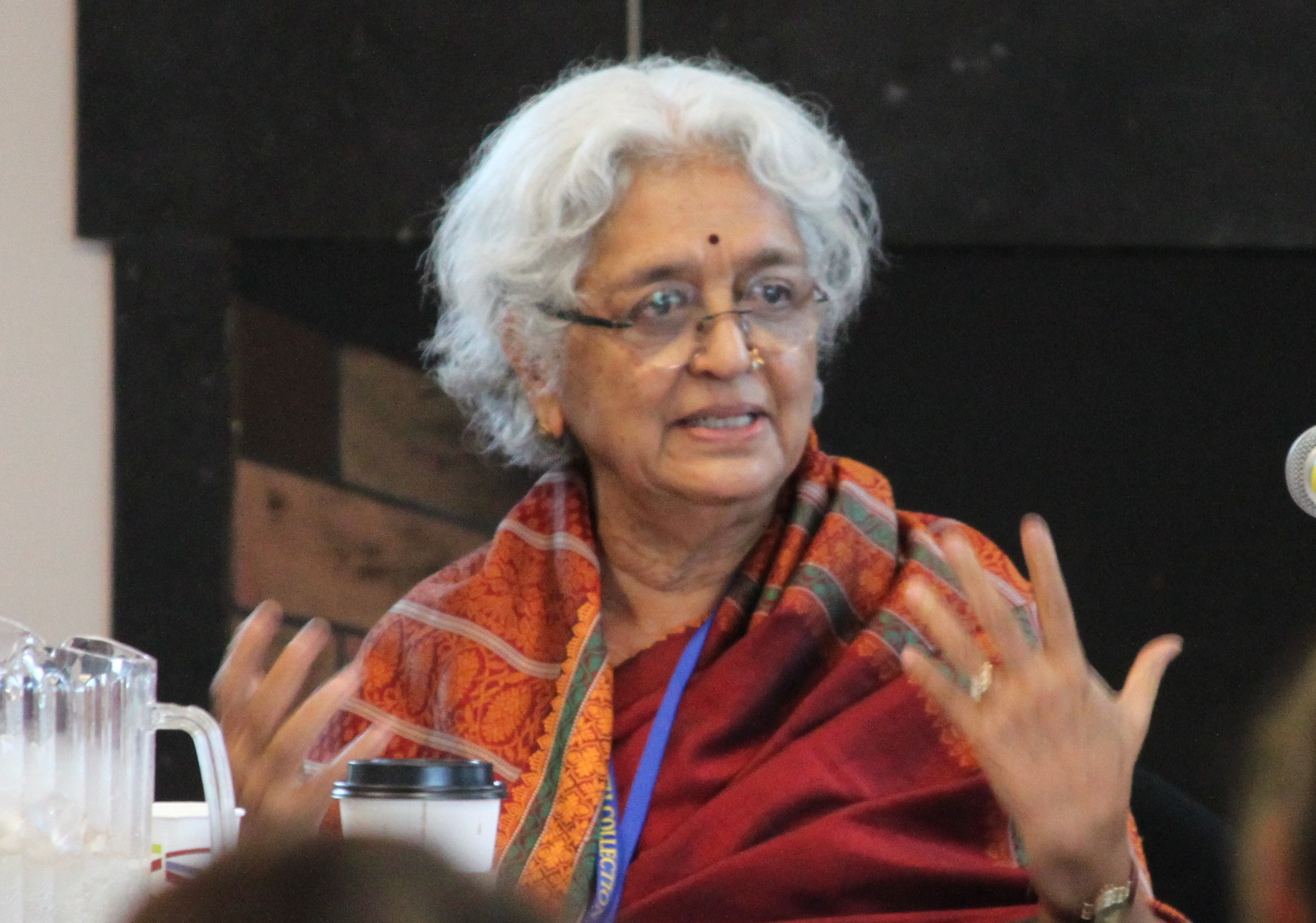
Devaki Jain em junho de 2011

Ao escrever o livro, Mulheres na Índia, envolveu-se activamente nas questões feministas, escrevendo sobre elas, dando palestras, contribuindo para a construção de redes, e apoiando mulheres.
Jain fundou o Institute of Social Studies Trust (ISST) em Nova Déli, do qual  foi directora, até 1994. Ela também trabalhou na área de emprego feminino e editou o livro Indian Women para o Ano Internacional da Mulher da Índia.
O trabalho e a vida de Jain foram influenciados pela  filosofia gandhiana . De acordo com esta filosofia, a sua investigação académica tem-se centrado em questões de equidade, descentralização democrática, desenvolvimento centrado nas pessoas e direitos das mulheres. Trabalhou para movimentos de mulheres locais, nacionais e internacionais. Vive atualmente em Bangalore, na Índia.
Jain tem viajado muito como participante em muitas redes e fóruns. Na qualidade de Presidente do Comité Consultivo para o Género do Centro das Nações Unidas na Ásia-Pacífico, visitou numerosos países, incluindo a maioria das ilhas do Pacífico e das Caraíbas. Em África, visitou Moçambique, Tanzânia, Quénia, Nigéria, Benim e Senegal, Libéria, Costa do Marfim, África do Sul e Botsuana. Juntamente com Julius Nyerere, teve o privilégio de se encontrar e discutir as visões e preocupações dos líderes africanos. É também membro da antiga Comissão do Sul, fundada por Nyerere.
Foi membro do Painel Consultivo criado pelo Programa das Nações Unidas para o Desenvolvimento (PNUD) para aconselhar na preparação do Relatório de Desenvolvimento Humano de 1997, sobre a Pobreza e para o Relatório de 2002 sobre a Governação. Foi membro do Grupo de Pessoas Eminentes do Grupo de Estudo Graça Machel, nomeado pela ONU para estudar o Impacto dos Conflitos Armados nas Crianças.
Em Women, Development, and the UN-A Sixty-Year Quest for Equality and Justice, a Jain mostra como as contribuições das mulheres mudaram e moldaram os desenvolvimentos e as práticas na ONU. Introduz o termo “feminização da pobreza” do ponto de vista da economia feminista. De acordo com Jain, "A 'feminização da pobreza', foi utilizada para descrever três elementos distintos: que as mulheres têm uma maior incidência de pobreza do que os homens, que a pobreza das mulheres é mais grave do que a dos homens, que uma tendência para uma maior pobreza entre as mulheres está associada a taxas crescentes de agregados familiares chefiados por mulheres.’ Segundo ela, a ‘feminização do trabalho’ conota trabalho de baixa qualidade e mal pago. Jain argumenta que a “feminização” desvaloriza a presença 

## Vida académica
Devaki Jain recebeu uma bolsa do Instituto Escandinavo de Estudos Asiáticos de Copenhaga, no ano de 1983, para dar palestras em 9 universidades da região sobre Género e Pobreza.  Recebeu um Doutoramento Honoris Causa (1999) da Universidade de Durban-Westville, República da África do Sul. Recebeu também o Bradford Morse Memorial Award (1995) do PNUD na Conferência Mundial de Pequim. Foi bolseira visitante no Instituto de Estudos de Desenvolvimento da Universidade de Sussex (1993) e bolseira sénior Fulbright afiliada à Universidade de Harvard e à Universidade de Boston (1984). Foi também membro do Conselho de Planeamento do Estado do Governo de Karnataka, membro do Comité Permanente de Estudos da Mulher da UGC e membro da Comissão do Sul, presidida por Julius Nyerere. No ano académico de 2013-14, foi Plumer Visiting Fellow na sua alma mater, St Anne's College, Oxford.

## Vida pessoal
Ela foi casada com o economista gandhiano Lakshmi Chand Jain, de 1966 até sua morte em 2010. Ela tem dois filhos, incluindo Sreenivasan Jain, o ex-editor-chefe da NDTV .